# La Haie-Traversaine
Haie-Traversaine – miejscowość i gmina we Francji, w regionie Kraj Loary, w departamencie Mayenne.
Według danych na rok 1990 gminę zamieszkiwało 391 osób, a gęstość zaludnienia wynosiła 37 osób/km² (wśród 1504 gmin Kraju Loary Haie-Traversaine plasuje się na 915. miejscu pod względem liczby ludności, natomiast pod względem powierzchni na miejscu 983.).